# جون سيمبسون (سياسي كندي)
جون سيمبسون هو سياسي كندي، ولد في 27 ديسمبر 1807 في المملكة المتحدة، وتوفي في 19 سبتمبر 1878. انتخب Member of the Legislative Council of the Province of Canada ‏ عن دائرة Niagara District ‏ (1857 – 1865).